# Wollaston Forland
Wollaston Forland är en halvö i Grönland (Kungariket Danmark). Den ligger i den östra delen av Grönland, vid viken Young sund vid Grönlandshavet. Wollaston Forland ligger 1 700 km nordost om huvudstaden Nuuk och cirka 400 km nordväst om orten Ittoqqortoormiit.